# Konwisarstwo

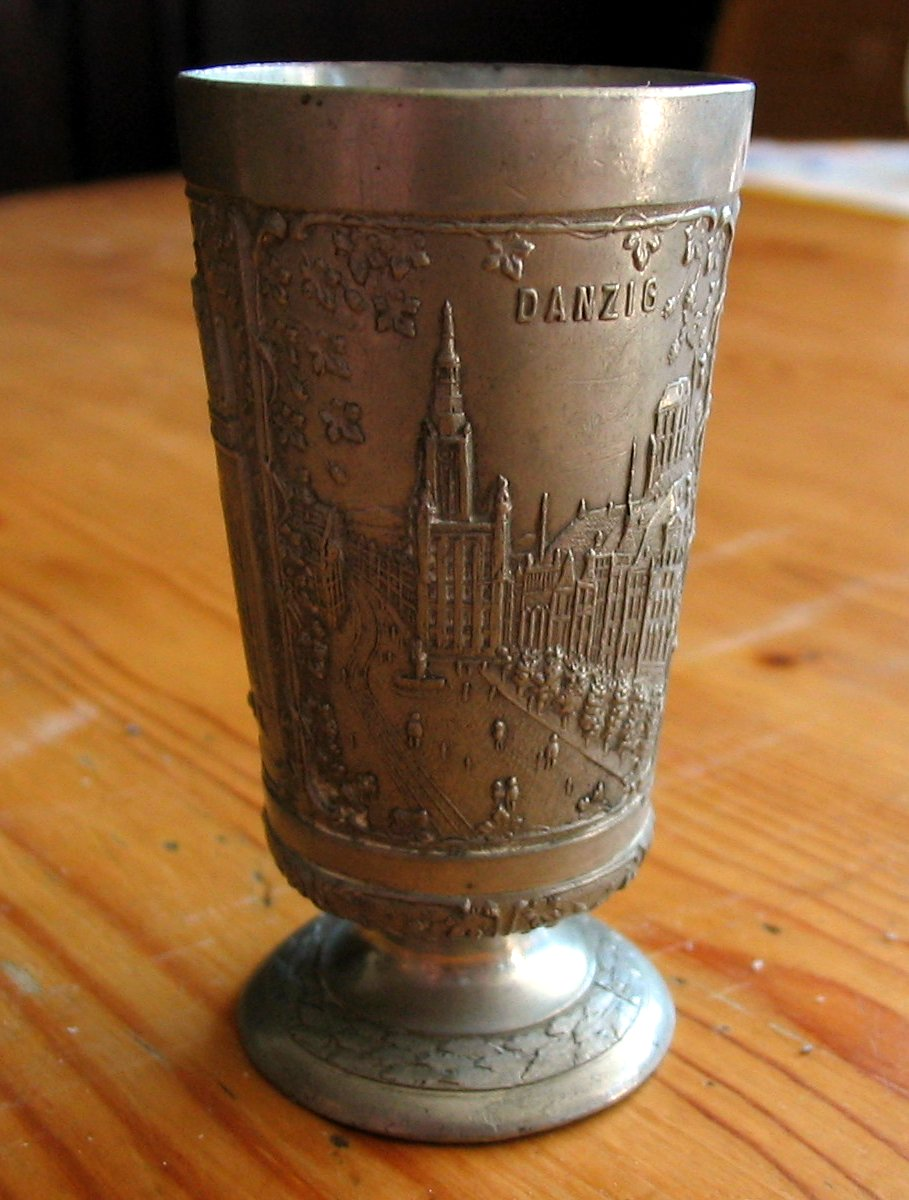
Kielich cynowy

Konwisarstwo (z dawnego niem. Kannengießer) – dział rzemiosła obejmujący wyrób (odlewanie lub wykuwanie) i obróbkę przedmiotów z cyny i spiżu.

## Historia
Konwisarstwo w Europie było uprawiane od starożytności. W czasach antycznych wydobywano rudę cyny na Półwyspie Iberyjskim, na płaskowyżu Estremadury, w Portugalii, a we wczesnym średniowieczu uzyskiwano cynę m.in. z kasyterytu na Wyspach Brytyjskich (w średniowieczu dobrej jakości cynę pozyskiwano z Kornwalii). W średniowieczu odkryto zasobne złoża kasyterytu w Rudawach, głównym eksporterem cyny stały się Saksonia oraz Czechy. Rozkwit konwisarstwa przypada na okres od XIV do XVI wieku. Największym ośrodkiem produkcji galanterii cynowej od średniowiecza była Norymberga. Zapotrzebowanie w feudalnej Europie na cynę było tak duże, że opłacało się importować cynę z kopalni Półwyspu Malajskiego w Indiach. 
Z cyny wykonywano różne przedmioty do kościołów jak: chrzcielnice, świeczniki, lampy, kielichy. W wieku XVII i XVIII naczynia kuchenne, takie jak: misy, dzbany, łyżki, zastawy stołowe itp. wykonywane były głównie z cyny. We wczesnym średniowieczu naczynia domowe wykonane z drewna lub gliny wyparły częściowo naczynia cynowe, a z racji na łatwość ich uszkodzeń (giętkość) wędrowni konwisarze odlewali na poczekaniu nowe wyroby ze starych.
Przedmioty cynowe wykonywano głównie techniką odlewania, formy wykonywano m.in. z łupka, płaskie wykuwano z blachy, a naczynia wieloboczne lutowano z przyciętych płyt cynowych.
Zdobiono je różnymi technikami, często równocześnie stosowano ich kilka, jak: cyzelowanie, grawerowanie, puncowanie, relief.
Stosowano różnej jakości stopy, do najlepszych dodawano miedź, antymon, bizmut, do mniej wartościowych ołów.
W XVI i XVII wieku często stosowano także złocenie i srebrzenie naczyń lub łączono cynę z miedzią lub brązem, a w XVIII i XIX wieku barwiono cynę lakierem.
Od XIX wieku importowano cynę z Ameryki Południowej, Azji i Afryki, głównie na potrzeby przemysłowe, a naczynia cynowe stopniowo wypierały wyroby z porcelany, fajansu i metali naśladujących srebro.
Rzemieślnik zajmujący się konwisarstwem to konwisarz. Konwisarze odlewali niekiedy także dzwony i działa, co sprawia, że nigdy nie było wyraźnej granicy pomiędzy nimi a ludwisarzami.